# 叔仲会

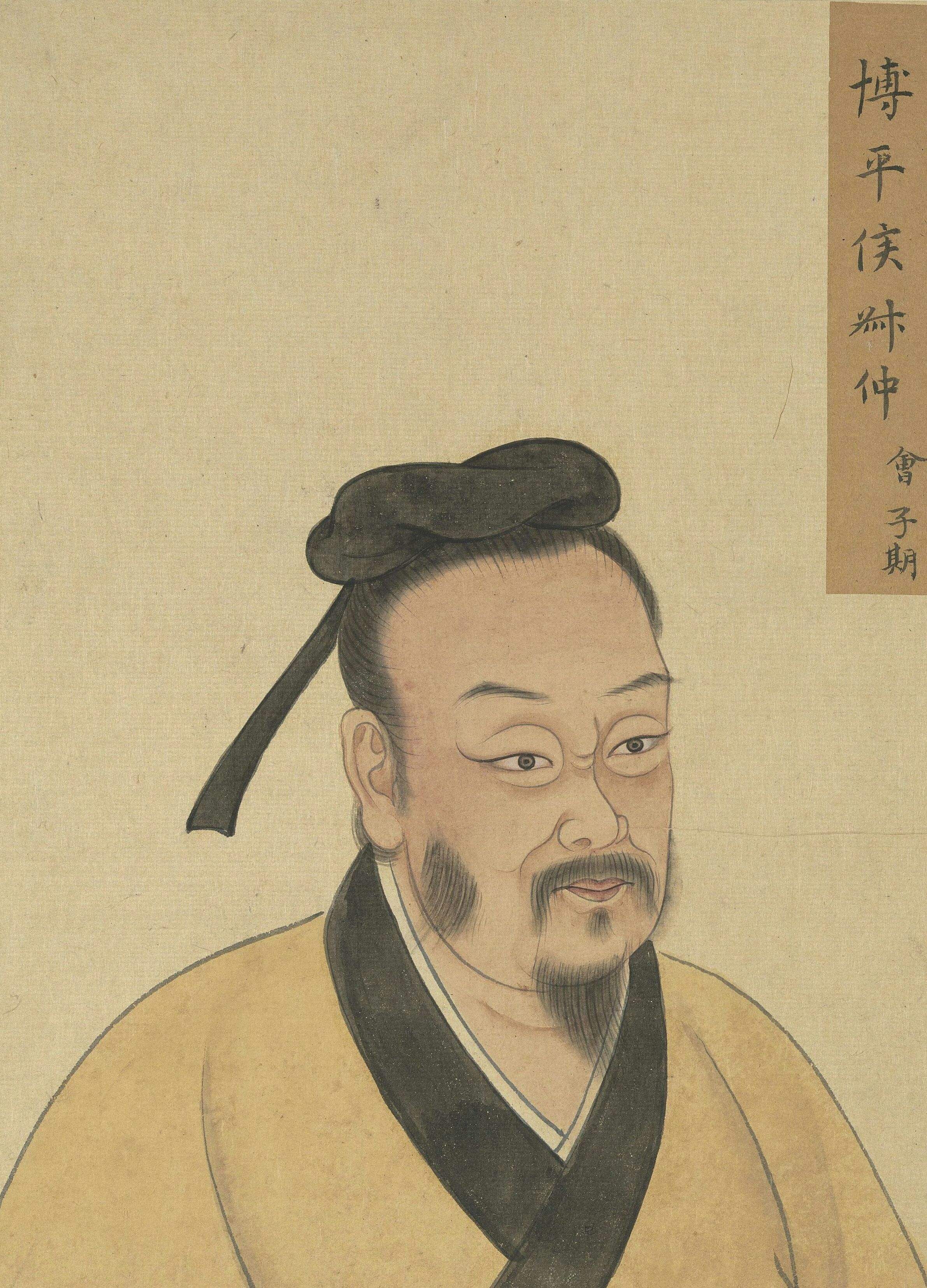
叔仲會

叔仲会（前497年—？），字子期。春秋时期魯國人，晋国人。孔子弟子。

## 生平
叔仲会小孔子五十四岁。《孔子家语》小孔子五十四岁，出生年为公元前501年，执笔侍孔子，或为鲁国叔仲氏之后。

## 歷代追封
- 漢明帝永平十五年（72年）從祀孔廟。
- 唐玄宗開元二十七年（739年）封瑕丘伯。
- 宋真宗大中祥符二年（1009年）封博平侯。
- 明世宗嘉靖九年（1530年）封先賢叔仲子。